# محوطه ده کهنه پشت باغ
محوطه ده کهنه پشت باغ مربوط به سدهٔ ۵ تا ۷ ه.ق است و در شهرستان سقز، بخش مرکزی، روستای بغده کندی واقع شده و این اثر در تاریخ ۲۵ اسفند ۱۳۸۰ با شمارهٔ ثبت ۵۱۰۵ به‌عنوان یکی از آثار ملی ایران به ثبت رسیده است.